# 프리메라 나시오날
프리메라 나시오날(스페인어: Primera Nacional)은 아르헨티나 축구의 2부 리그이다. 아르헨티나 축구 협회(스페인어: Asociación del Fútbol Argentino)에서 주관하며 37개의 팀으로 구성되어 있다.
2019-20 시즌까지 프리메라 B 나시오날로 불렸으며, 2019년 6월에 리그의 구성과 이름을 변경하기로 결정하면서 현재 프리메라 나시오날로 부르고 있다.
아르헨티나의 수도권인 부에노스아이레스와 주변의 수도권 클럽들이 참가하는 프리메라 B 메트로폴리타나(스페인어: Primera B Metropolitana)와 비수도권의 지역 팀들이 참가하는 토르네오 페데랄 A(스페인어: Torneo Federal A)가 하부리그로 존재한다.

## 역사
아르헨티나 축구에서는 AFA에 직접 가맹된 수도권 팀(Equipos directamente afiliados)들과 지역협회별로 가맹된 지방팀(Equipos indirectamente afiliados)들이 참여하는 리그가 달랐으나, 지역 협회에 가입된 팀들이 프리메라 디비시온에 참가할 수 있게 되면서 기존에 2부 리그의 역할을 하던 프리메라 B의 참가팀을 승계하여 1986년부터 전국 리그로 출범하게 되었다. 1996년까지는 나시오날 B(Primera Nacional B)라고 하다가 프리메라 나시오날 B(Primera División B Nacional)로 이름을 변경하였으며, 2020 시즌부터 지금의 이름으로 부르고 있다.
| 기간          | 리그명칭                                          | 비고                                                                         |
| ------------- | ------------------------------------------------- | ---------------------------------------------------------------------------- |
| 1899년~1910년 | 세군다 디비시온 (Segunda División)                | 아마추어 2부 리그로써 출범                                                   |
| 1911년~1926년 | 디비시온 인테르메디아 (División Intermedia)       | 기존의 세군다 디비시온은 3부 리그로 전환                                     |
| 1927년~1932년 | 프리메라 디비시온 B (Primera División B)          | 기존의 인테르메디아는 3부 리그로 전환                                        |
| 1933년~1948년 | 세군다 디비시온 (Segunda División)                | 1931년 프로화 이후 프로 2부 리그로 출범 1935년 아마추어 1부 리그와 통합      |
| 1949년~1985년 | 프리메라 디비시온 B (Primera División B)          |                                                                              |
| 1986년~1996년 | 나시오날 B (Nacional B)                           | 지역협회 가맹팀 참가 허용으로 전국리그화 기존의 프리메라 B는 3부 리그로 전환 |
| 1996년~2020년 | 프리메라 B 나시오날 (Primera División B Nacional) |                                                                              |
| 2020년~       | 프리메라 나시오날 (Primera Nacional)              |                                                                              |

## 2023/2024 시즌 참가팀
- 보카 우니도스 (Club Atlético Boca Unidos de Corrientes) - 아르헨티노 승격팀
- 데펜사 이 후스티시아 (Club Social y Deportivo Defensa y Justicia)
- 데포르티보 메를로 (Club Social y Deportivo Merlo) - 메트로폴리타나 승격팀
- CA 벨그라노 (Club Atlético Belgrano de Córdoba)
- CAI 리바다비아 (Comisión de Actividades Infantiles Comodoro Rivadavia)
- 산마르틴 산후안 (Club Atlético San Martín de San Juan)
- 산마르틴 투쿠만 (Club Atlético San Martín de Tucuman) - 강등팀
- 스포르티보 이탈리아노 (Club Sportivo Italiano) - 메트로폴리타나 승격팀
- 아틀레티코 라파엘라 (Atlético de Rafaela)
- CA 알도시비 (Club Atlético Aldosivi)
- 올림포 (Club Olimpo)
- CA 올보이스 (Club Atlético All Boys)
- 우니온 데 산타페 (Club Atlético Unión de Santa Fe)
- 인데펜디엔테 리바다비아 (CS Independiente Rivadavia)
- 인스티투토 아틀레티코 센트랄 코르도바 (Instituto Atlético Central Córdoba)
- 킬메스 AC (Quilmes Atlético Club)
- 티로 페데랄 (Club Atlético Tiro Federal Argentino)
- 페로 카릴 오에스테 (Club Ferro Carril Oeste)
- CA 플라텐세 (Club Atlético Platense)
- 힘나시아 후후이 (Club Atlético Gimnasia y Esgrima de Jujuy) - 강등팀

## 승격과 강등

### 승격 (Ascensos)

#### 직접 승격 (Directo ascenso)
해당 시즌 1, 2위팀이 프리메라 디비시온의 최하위 두 팀과 자리를 맞바꾸게 된다. 2006/07시즌까지는 그 순위를 정하기 위해 플레이오프를 벌여, 1차 승격팀(Primer ascenso)과 2차 승격팀(Segundo ascenso)을 결정했었다. 1차 승격팀은 그해 아페르투라와 클라우수라 우승 팀간의 경기로 결정되고, 2차 승격전은 1차 승격전 패자와 최근 3년간 통합 승점 최상위 팀의 경기로 결정되는 방식이다.
하지만, 2007/08시즌부터 단일리그로 진행되면서 시즌 1, 2위팀이 직접 승격하는 형태로 바뀌었다.

#### 프로모시온 (Promoción)
최근 3년간 성적을 종합하여 프리메라 디비시온의 17, 18위 팀이 해당 시즌 프리메라 B 나시오날의 4위, 3위팀과 경기를 갖고 승격 또는 잔류팀을 결정하는 방식이다. 2007/08시즌부터는 프로모시온에 진출하는 팀을 결정하는 플레이오프가 사라지고 해당시즌 성적 3, 4위 팀이 바로 프로모시온에 출전하게 되었다.

### 강등 (Descensos)

#### 직접 강등 (Directo descenso)
평균성적 최하위 두 팀은 바로 하위 리그로 강등된다. 이때, AFA 가맹 클럽은 프리메라 B 메트로폴리타나로, 지역협회 가맹클럽은 아르헨티노 A로 강등된다. 그 두 자리는 하부 리그 우승 팀들로 채워지게 된다.

#### 프로모시온 (Promoción)
AFA 직접 가맹팀(수도권 팀) 중 직접 강등팀을 제외한 차상위 팀은 프리메라 B 메트로폴리타나의 플레이오프(reducido) 승리팀과 프로모시온을 갖게 된다. 마찬가지로 지역 협회 가맹팀 중 직접 강등팀을 제외한 차상위 팀은 아르헨티노 A의 플레이오프(reducido) 승리팀과 프로모시온을 갖는다.

## 역대 우승 팀
| 시즌    | 우승 팀                               | 다른 승격팀                  |
| ------- | ------------------------------------- | ---------------------------- |
| 1986/87 | 데포르티보 아르메니오                 | 반필드                       |
| 1987/88 | 데포르티보 반디주                     | 산마르틴 투쿠만              |
| 1988/89 | 차코 포에버                           | 우니온 데 산타페             |
| 1989/90 | 우라칸                                | 라누스                       |
| 1990/91 | 킬메스                                | 벨그라노                     |
| 1991/92 | 라누스                                | 산마르틴 투쿠만              |
| 1992/93 | 반필드                                | 힘나시아 이 티로             |
| 1993/94 | 힘나시아 후후이                       | 타예레스                     |
| 1994/95 | 에스투디안테스                        | 콜론 산타페                  |
| 1995/96 | 우라칸 코리엔테스                     | 우니온 데 산타페             |
| 1996/97 | 아르헨티노스 주니어스                 | 힘나시아 이 티로             |
| 1997/98 | 타예레스                              | 벨그라노                     |
| 1998/99 | 인스티투토 아틀레티코 센트랄 코르도바 | 차카리타 주니어스            |
| 1999/00 | 우라칸                                | 로스 안데스, 클루브 알마그로 |
| 2000/01 | 반필드                                | 누에바 치카고                |
| 2001/02 | 올림포                                | 아르세날                     |

| 시즌    | 아페르투라                            | 클라우수라          | 다른 승격팀                                  |
| ------- | ------------------------------------- | ------------------- | -------------------------------------------- |
| 2002/03 | 아틀레티코 라파엘라                   | 아틀레티코 라파엘라 | 킬메스                                       |
| 2003/04 | 인스티투토 아틀레티코 센트랄 코르도바 | 클루브 알마그로     | 아르헨티노스 주니어스, 우라칸 트레스아로조스 |
| 2004/05 | 티로 페데랄                           | 힘나시아 후후이     | -                                            |
| 2005/06 | 고도이크루스                          | 누에바 치카고       | 벨그라노                                     |
| 2006/07 | 올림포                                | 올림포              | 산마르틴 산후안, 우라칸, 티그레              |

| 시즌    | 우승 팀         | 다른 승격팀       |
| ------- | --------------- | ----------------- |
| 2007/08 | 산마르틴 투쿠만 | 고도이크루스      |
| 2008/09 | CA 투쿠만       | 차카리타 주니어스 |
| 2009/10 | 올림포          | 킬메스, 올보이스  |

## 역대 프로모시온 결과
| 시즌    | 1차전           | 1차전 | 1차전           | 2차전           | 2차전 | 2차전           | 승격팀 (잔류팀) |
| 시즌    | 홈팀            | 득점  | 원정팀          | 홈팀            | 득점  | 원정팀          | 승격팀 (잔류팀) |
| ------- | --------------- | ----- | --------------- | --------------- | ----- | --------------- | --------------- |
| 1999/00 | 킬메스          | 3 - 1 | 벨그라노        | 벨그라노        | 3 - 1 | 킬메스          | 벨그라노        |
| 1999/00 | 알마그로        | 1 - 0 | 인스티투토      | 인스티투토      | 1 - 1 | 알마그로        | 알마그로        |
| 2000/01 | 킬메스          | 1 - 0 | 벨그라노        | 벨그라노        | 1 - 0 | 킬메스          | 벨그라노        |
| 2000/01 | 인스티투토      | 0 - 0 | 아르헨티노스    | 아르헨티노스    | 1 - 1 | 인스티투토      | 아르헨티노스    |
| 2001/02 | 우라칸 (TA)     | 1 - 2 | 라누스          | 라누스          | 1 - 1 | 우라칸 (TA)     | 라누스          |
| 2001/02 | 힘나시아 (CU)   | 3 - 1 | 우니온          | 우니온          | 3 - 0 | 힘나시아 (CU)   | 우니온          |
| 2002/03 | 아르헨티노스    | 0 - 1 | 누에바 치카고   | 누에바 치카고   | 2 - 0 | 아르헨티노스    | 누에바 치카고   |
| 2002/03 | 산마르틴 멘도사 | 0 - 1 | 타예레스        | 타예레스        | 1 - 0 | 산마르틴 멘도사 | 타예레스        |
| 2003/04 | 우라칸 (TA)     | 2 - 1 | AT. 라파엘라    | AT. 라파엘라    | 2 - 3 | 우라칸 (TA)     | 우라칸 (TA)     |
| 2003/04 | 아르헨티노스    | 2 - 1 | 타예레스        | 타예레스        | 1 - 2 | 아르헨티노스    | 아르헨티노스    |
| 2004/05 | AT. 라파엘라    | 2 - 1 | 아르헨티노스    | 아르헨티노스    | 3 - 0 | AT. 라파엘라    | 아르헨티노스    |
| 2004/05 | 우라칸          | 1 - 2 | 인스티투토      | 인스티투토      | 1 - 0 | 우라칸          | 인스티투토      |
| 2005/06 | 우라칸          | 1 - 1 | 아르헨티노스    | 아르헨티노스    | 2 - 2 | 우라칸          | 아르헨티노스    |
| 2005/06 | 벨그라노        | 2 - 1 | 올림포          | 올림포          | 1 - 2 | 벨그라노        | 벨그라노        |
| 2006/07 | 우라칸          | 2 - 0 | 고도이크루스    | 고도이크루스    | 2 - 3 | 우라칸          | 우라칸          |
| 2006/07 | 티그레          | 1 - 0 | 누에바 치카고   | 누에바 치카고   | 1 - 2 | 티그레          | 티그레          |
| 2007/08 | 벨그라노        | 1 - 1 | 라싱 클럽       | 라싱 클럽       | 1 - 0 | 벨그라노        | 라싱 클럽       |
| 2007/08 | 우니온          | 1 - 1 | 힘나시아 후후이 | 힘나시아 후후이 | 1 - 0 | 우니온          | 힘나시아 후후이 |
| 2008/09 | 벨그라노        | 0 - 1 | 로사리오 센트랄 | 로사리오 센트랄 | 1 - 1 | 벨그라노        | 로사리오 센트랄 |
| 2008/09 | AT. 라파엘라    | 3 - 0 | 힘나시아 (LP)   | 힘나시아 (LP)   | 3 - 0 | AT. 라파엘라    | 힘나시아 (LP)   |
| 2009/10 | 올보이스        | 1 - 0 | 로사리오 센트랄 | 로사리오 센트랄 | 1 - 3 | 올보이스        | 올보이스        |
| 2009/10 | AT. 라파엘라    | 1 - 0 | 힘나시아 (LP)   | 힘나시아 (LP)   | 3 - 1 | AT. 라파엘라    | 힘나시아 (LP)   |
| 2010/11 | 벨그라노        | 2 - 0 | 리버 플레이트   | 리버 플레이트   | 0 - 1 | 벨그라노        | 벨그라노        |
| 2010/11 | 산마르틴        | 1 - 0 | 힘나시아 (LP)   | 힘나시아 (LP)   | 1 - 1 | 산마르틴        | 산마르틴        |
| 2011/12 | 인스티투토      | 0 - 2 | 산로렌소        | 산로렌소        | -     | 인스티투토      |                 |
| 2011/12 | 로사리오 센트랄 | 0 - 0 | 산마르틴        | 산마르틴        | -     | 로사리오 센트랄 |                 |

## 같이 보기
- 아르헨티나 축구 리그 시스템
- 아르헨티나 프리메라 디비시온
- 프리메라 B 메트로폴리타나